# Alba Valech Capozzi
Alba Valech Capozzi (Milano, 9 maggio 1916 – Genova, 8 febbraio 1999) è stata una scrittrice e superstite dell'Olocausto italiana, autrice nel 1946 di uno dei primissimi memoriali di deportati ebrei italiani dal campo di concentramento di Auschwitz.

## Biografia
Alba (detta Albina) Valech nasce a Milano da una famiglia ebraica, la figlia di Davide Mosè Valech e Livia Forti.
Durante la seconda guerra mondiale Alba Valech fu tra gli oltre 8.500 ebrei italiani deportati nei campi di sterminio nazisti e una dei pochi sopravvissuti.
Alba Valech viene arrestata una prima volta a Siena con la sua famiglia il 6 novembre 1943 dalla polizia fascista nella villa "Il Branchino" ai Cappuccini e trasferita a Firenze e Bologna. Sposa di un matrimonio misto, Alba è l'unica ebrea del gruppo ad essere rilasciata con il marito. Per tutti gli altri (inclusi i familiari di Alba) segue la deportazione immediata e la morte ad Auschwitz.
Alba e il marito cercano rifugio a Milano, ma senza fortuna. Alba è nuovamente arrestata il 5 aprile 1944 a Milano. Detenuta alle carceri di Milano, viene trasferita al campo di transito di Fossoli. Dopo un breve soggiorno alle carceri di Verona, viene deportata il 2 agosto 1944 con destinazione Auschwitz, dove è immatricolata con il n.A-24029.
Sopravvissuta alle atrocità del campo di Birkenau, Alba viene liberata il 1 maggio 1945 dall'esercito statunitense presso Dachau dopo la marcia di evacuazione dal campo di Auschwitz.
Tornata in Italia, dopo la deportazione, Alba vive insieme ad Ettore prima a Milano, poi a Imperia e infine a Genova dove il marito lavora per l’Ufficio delle Entrate. Nel 1947, la coppia ha una figlia: Livia.
Nel 1946 Alba Valech pubblica a Siena uno dei primissimi memoriali di deportati ebrei nei campi di sterminio nazisti. Sette furono i deportati ebrei italiani autori di racconti autobiografici nei primi anni del dopoguerra: Lazzaro Levi alla fine del 1945, Frida Misul, Luciana Nissim Momigliano, Giuliana Fiorentino Tedeschi, e appunto Alba Valech nel 1946, e infine nel 1947 Primo Levi e Liana Millu. Ad essi vanno aggiunti: Luigi Ferri, la cui deposizione (in tedesco) è resa nell'aprile 1945 di fronte ad uno dei primi tribunali d'inchiesta sui crimini nazisti; Sofia Schafranov, la cui testimonianza è raccolta nel 1945 in un libro-intervista di Alberto Cavaliere; e Bruno Piazza, il cui memoriale, scritto negli stessi anni, sarà però pubblicato solo nel 1956.
L'opera di Alba Valech è un volume di poche decine di pagine, intitolato "A 24029", nel quale l'autrice ripercorre con stile sobrio ed essenziale la propria vicenda personale in 3 tappe:
- 1. "L'uomo lupo all'uomo", in cui si descrive l'arresto a Siena condotto esclusivamente da italiani fascisti, senza alcuna presenza tedesca;
- 2. "Da S. Vittore a Fossoli", incentrato sull'arresto a Milano e sulla vita al campo di transito di Fossoli;
- 3. "A 24029", in cui si raccontano la deportazione e gli orrori del campo di Auschwitz con le selezioni e le uccisioni nelle camere a gas.

Anche all'interno di ogni capitolo, anziché una narrazione continuata l'autrice opta per una struttura episodica, organizzando i propri ricordi in una serie di quadri ciascuno dei quali è compiutamente e vivamente tratteggiato.
Nel 1995, il libro viene ristampato con il consenso dell'autrice allora ancora vivente, in occasione del cinquantesimo anniversario della Liberazione a cura dell'Istituto Storico della Resistenza Senese, che ne stampa 500 esemplari in edizione anastatica. Il libro è oggi disponibile online sul sito dell'ANED.

## Opere
- Alba Valech Capozzi, A 24029 (Siena: Soc. An Poligrafica, 1946; rist.  Istituto Storico della Resistenza Senese, 1995).